# 올보르 대학교
올보르 대학교는 덴마크 올보르에 위치한 대학교이다. 1974년에 개교한 이래 덴마크의 5대 대학교 가운데 하나로 여겨진다. 1995년 에스비에르 대학교가 올보르 대학교에 통합되면서 1996년에 추가되었다. 2003년 코펜하겐 캠퍼스가 추가되었다. 2006년 약학 대학이 설립되었고 2007년에는 국립 건설 연구원이 병합되었다.